# 塞繆爾·帕里斯
塞繆爾·帕里斯（英語：Samuel Parris，1653年—1720年2月27日）是塞勒姆審巫案時，麻薩諸塞灣省塞勒姆村的清教徒牧師。他也是原告之一貝蒂·帕里斯的父親，以及另一位原告艾比蓋兒·威廉斯的舅舅。

## 生平與職業

### 成為牧師
塞繆爾·帕里斯在英格蘭王國倫敦出生，童年時期在倫敦度過。他的父親是湯瑪斯·帕里斯，帕里斯一家的財務狀況良好，但他們並不信奉英國國教。塞繆爾在1660年代移民到北美波士頓，在父親的指示下選擇就讀哈佛大學。在他的父親於1673年過世之後，塞繆爾離開了哈佛大學，前往巴貝多繼承屬於他的財產，他在巴貝多有一座甘蔗園。
1680年，在一場颶風襲擊了巴貝多之後，塞繆爾大部分的財產受到颶風破壞。他賣掉一塊土地，帶著在巴貝多獲得的兩名奴隸──提圖芭與約翰·印第安返回波士頓，並與伊莉莎白·埃爾德里奇結婚。他的妻子被人形容為「難以置信的美麗」，據說是整個塞勒姆村中最美麗的女人之一。他們生了三個孩子：湯瑪斯、伊莉莎白（暱稱「貝蒂」）與蘇珊娜。雖然蔗園的收入讓他得以開展商人事業，但塞繆爾仍認為他缺乏經濟安全，因此想成為牧師來增添收入。1689年7月，他成為麻薩諸塞州塞勒姆村（現今的丹弗斯）的牧師。
塞勒姆村是一個爭議紛亂的地方，這個村落時常與附近的其他村落或城鎮起糾紛 。村內的民宅並不密集，其分散的居住模式可能導致居民缺乏向心力 。塞繆爾是當地的第四任牧師，第一任的詹姆斯·貝利（James Bayley，1673年－1679年）和第二任的喬治·巴勒斯（1680－1683年）只待了幾年就因為居民沒有支付他們全部薪酬而離開，第三任的德奧達·勞森也因為當地教會拒絕任命他而待的不久。塞繆爾拖了許久才答應接下這個職位，也無力解決當地居民的糾紛，兩者都導致情勢更加緊張。1691年10月，村落決議停止支付塞繆爾的薪資，他購置禮拜堂的金燭台和用於聖禮的新船時感受到了村民的傲慢態度，這進一步激化了問題。爭議與村民間的私人糾紛不斷增加。

### 塞勒姆審巫案

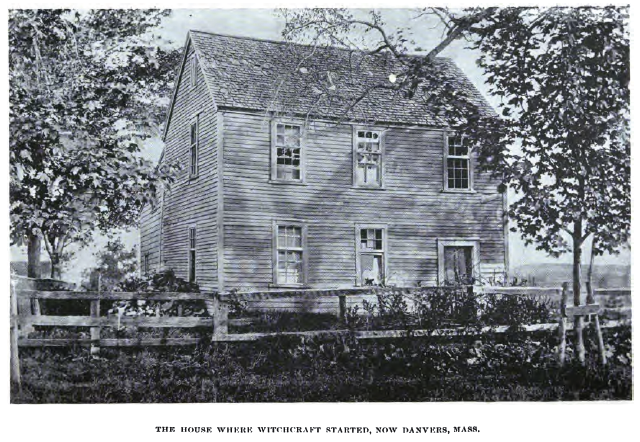
帕里斯宅，事件開端的舞臺

整起事件開端於帕里斯家，塞繆爾的9歲女兒貝蒂·帕里斯與11歲姪女艾比蓋兒·威廉斯兩人身上出現怪病，並指控家中的奴隸提圖芭是施展巫術的女巫。塞繆爾痛揍提圖芭，直到她承認自己是一名女巫，之後她與她的丈夫約翰·印第安一同指控他人。猜疑蔓延，許多人遭到逮捕，最後共有19人被判處絞刑，另有一人吉爾斯·科里被石頭堆壓迫導致窒息而死。
在1692年的布道中，塞繆爾宣讀：「正如我們的經文（約翰福音6:10），那12個門徒中有一個（魔鬼）……所以上帝知道有多少魔鬼在我們的教會中。」鼓勵敵對的村民找到並消滅「巫師」，而這些巫師往往是塞繆爾和他的主要盟友普特南家族怨恨的人。
由於塞繆爾在整場審巫案中積極告發他人，他的教區在1693年因他參與審判而對他提出指控。1694年11月，塞繆爾在一篇名叫《和平祈禱》（Meditions for Peace）的短文中道歉。由因克瑞斯·馬瑟主導的教堂理事會證明了他的清白。
1696年，塞繆爾為了奪回他遭欠的薪資和被扣押的牧師土地，與塞勒姆村民打起官司。1697年，麻薩諸塞州伊普斯維奇的法院下了判決，要求居民將工資付清，並返還土地。然而，他很快發覺自己的地位站不住腳，於是在1697年辭職離開了塞勒姆，紀錄顯示他很可能回到了波士頓創業。
塞繆爾的妻子伊莉莎白·帕里斯死於1696年。1699年，他在薩德伯里和多蘿西·諾耶斯再婚。他在麻薩諸塞州斯托傳教了兩、三年，之後搬到了康科特。他還在1711年時，於麻薩諸塞州鄧斯特布爾佈道了六個月。1720年2月27日，塞繆爾·帕里斯在薩德伯里逝世。

## 大眾文化中的塞繆爾·帕里斯
- 《Road to Endor》（1940年），埃絲特·巴斯托·哈曼德（Esther Barstow Hammand）所著小說。故事從塞繆爾的出生開始，一直描寫到塞勒姆審巫案發生時。
- 《激情年代》（1953年），美國劇作家亞瑟·米勒作品。在該劇改編的1957年同名電影（英语：The Crucible (1957 film)）及1996年同名電影中也有出場。
- 《塞勒姆村的提圖芭（英语：Tituba of Salem Village）》（1964年），美國小說家安·佩特里（英语：Ann Petry）作品，以塞勒姆審巫案作為故事舞臺。
- 《我，提圖芭，塞勒姆的黑魔女（英语：I, Tituba: Black Witch of Salem）》（1986年），瑪麗斯·孔戴所寫的法文作品，之後於1991年出版英文版。
- 《超自然檔案：一年過去》（英語：Supernatural: One Year Gone）（2011年），故事中將塞繆爾描寫成整起審巫案的幕後推手，操縱女孩們去指控他的敵人。
- 刺客教條系列，2016年五月出版的漫畫《Assassin's Creed, Volume 1: Trial by Fire》中，以塞勒姆審巫案作為故事舞台，塞繆爾在本作中是聖殿騎士團的一員。
- 《Happy 4 U》（2020年），瑞典吉他手傑斯·蘭巴里（英语：Jayce Landberg）創作單曲。

## 外部連結
- . . 1905.